# Just Survive
Just Survive foi um jogo eletrônico multijogador massivo online de sobrevivência produzido pela Daybreak Games para  Windows.
O jogo, anteriormente chamado H1Z1 e depois chamado H1Z1: Just Survive, se passa durante um Apocalipse zumbi na zona rural dos Estados Unidos, causado por uma mutação do vírus H1N1, chamado H1Z1. Para sobreviverem contra elementos naturais, como lobos e ursos, hordas de zumbis, e milhares de potenciais sobreviventes hostis, os jogadores terão que usar o que puderem encontrar neste mundo, entre uma variedade de armas, roupas e alimentos, e o jogador também poderá encontrar veículos, desde carros até aviões.  Inicialmente criado para ser free-to-play, o jogo contava com um sistema de microtransações. Just Survive deixou de ser free-to-play. Devido à falta de sucesso no acesso antecipado, o jogo teve seus servidores desligados em outubro de 2018.

## Jogabilidade
A jogabilidade do Just Survive enfatiza a cooperação entre jogadores, o comércio e a formação de equipes. Em uma entrevista com Adam Clegg da Sony Online Entertainment, ele deixou claro que, ao contrário de outros jogos multijogadores massivos online de zumbis, o foco principal será sobreviver contra os zumbis através do trabalho em equipe com outros jogadores, em vez de ter um ambiente de jogador versus jogador (PvP) com zumbis como pano de fundo.

## Lançamento

### Com o nome H1Z1
O jogo foi anunciado em abril de 2014. H1Z1 foi liberado para Windows em 15 de janeiro de 2015 como acesso antecipado. 
No lançamento, o jogo teve vários problemas técnicos graves. Os jogadores relataram que não podiam entrar na sua conta ou entrar em qualquer servidor ativo. Problemas de taxa de frames, falta de bate-papo por voz e problemas de IA também foram um dos problemas relatados. Um novo bug, que fez todos os servidores ficarem off-line, também foi introduzido no jogo após o desenvolvedor lançar um patch para corrigir outros problemas. Apesar do lançamento instável, John Smedley, CEO da Daybreak Game Company, anunciou que o jogo vendeu mais de um milhão de cópias até março de 2015.

### Mudança de nome para H1Z1: Just Survive
Em fevereiro de 2016, a Daybreak anunciou que o jogo originalmente conhecido como simplesmente H1Z1 tinha sido dividido em dois projetos separados com suas próprias equipes de desenvolvimento dedicadas, chamados H1Z1: Just Survive e H1Z1: King of the Kill. A Daybreak também anunciou que o jogo seria lançado para Playstation 4 e Xbox One no futuro.

### Mudança de nome para Just Survive
Em agosto de 2017, o título do jogo H1Z1: Just Survive passou a se chamar somente Just Survive.

## Encerramento
Devido à falta de popularidade do jogo e à incapacidade da Daybreak de continuar a desenvolvê-lo, o jogo foi retirado para compra em 24 de agosto de 2018, com seus servidores sendo fechados em 24 de outubro de 2018.